# 武田信虎
武田信虎（1494年2月11日－1574年3月27日）是日本戰國時代武將。甲斐守護大名和戰國大名。武田信玄之父。甲斐源氏宗家武田氏第18代當主。

## 生平

### 統一武田宗家
明應3年（1494年）1月6日出生，武田氏第17代當主武田信繩嫡男。初名信直。
在室町時代後期的甲斐國守護代跡部氏和國人勢力抬頭，令守護武田氏勢力漸漸弱化，但是在信虎的祖父武田信昌時期排斥跡部氏以及驅逐國人勢力，並回復守護的權力。另一方面河内領主穴山氏和郡内領主小山田氏等新勢力亦開始冒起。
這些國人勢力連同鄰國駿河的今川氏和相模伊勢氏（後北條氏）來與守護武田氏對抗。在信繩時期，信昌的嫡男信繩與弟弟油川信惠對立，因為武田宗家内訌的關係，甲斐一國陷入混亂狀態。
隨著信昌在永正2年（1505年）和信繩在永正4年（1507年）相繼去世（『高白齋記』），信直繼承了家督之位。信直的叔父‧信惠的弟弟岩手繩美、栗原昌種和甲斐東部郡内地方領主的小山田弥太郎聯合一起對抗信直，在永正5年（1508年）10月4日的坊峰合戰（笛吹市境川村）中，信惠一方大半數人戰死，信直終於達成武田宗家的統一。

### 與國人抗爭
永正6年（1509年）侵入郡内，翌年令小山田氏從屬於武田家，當主小山田信有 (越中守)把妹妹嫁給信直之弟勝沼信友，雙方講和。
之後令甲斐西北部的國人衆今井氏從屬，並繼續與服從於駿河國今川氏的河内穴山信懸和西郡大井氏對決。永正12年10月17日，信直進攻大井信達和大井信業父子所處的西郡上野城（『勝山記』、『一蓮寺一蓮寺過去帳』），今川氏為了救援大井氏而出陣，封鎖甲駿國境（『勝山記』、『鹽山年代記』）。與大井氏和今川氏抗爭後，今川氏入侵甲府盆地和都留郡與信直和小山田氏進行合戰。
在永正14年（1517年）一時間與今川氏和睦。在永正17年（1520年）與大井氏同盟，迎娶大井信達的女兒大井之方。

### 統一甲斐和開設甲府
永正16年（1519年），把守護所由武田氏歷代居館石和移往西面的甲府，起初在川田設置川田館。之後在府中（甲府市古府中）築起躑躅崎館並建立城下町，而且讓家臣入往（『高白齋記』）。
此後與國人領主今井氏和信濃的諏訪氏的鬥爭加劇，在大永元年（1521年）以今川氏配下土方城城主福島正成為主體以及今川軍沿著富士川和西郡入侵甲斐並迫近甲府，信直在甲府館東北面的要害山城擊退正成，在飯田河原合戰（甲府市飯田町）和上條河原合戰（甲斐市、舊中巨摩郡敷島町）擊退今川軍。在這段期間，嫡男晴信在要害山城出生（『高白齋記』、『王代記』）。
在大永年間正式與外面勢力抗爭；於大永4年（1524年）介入關東地區扇谷和山内上杉氏與新興勢力後北條氏的鬥爭，在甲相國境附近的都留郡與北條軍戰鬥，大永6年（1526年），在梨之木平擊破北條氏綱軍，以後不斷與北條方戰鬥。在翌年向佐久郡出兵，同年與駿河國的今川氏親和睦。
在享祿元年（1528年）進攻信濃諏訪，在神戶、堺川的合戰（諏訪郡富士見町）中被諏訪賴滿和諏訪賴隆打敗。享祿4年（1531年），以諏訪氏為後援的甲斐國人栗原兵庫和飯富虎昌等人起來反對信虎，信虎擊破今井信業等人，同年4月在河原部合戰（韮崎市）中擊敗國人連合軍。享祿3年（1530年）與上杉朝興斡旋，娶了上杉憲房的後室為側室。
還有在享祿元年（1528年）向甲斐一國領内發佈德政令（『勝山記』）。
天文4年（1535年），領地被今川氏進攻，在國境內的萬澤（南巨摩郡富澤町）進行合戰，被與今川氏有親戚關係的後北條氏越過籠坂峠並入侵山中（南都留郡山中湖村），領內的小山田氏和勝沼氏敗北。於同年與諏訪氏和睦。
天文5年（1536年），駿河國的今川氏在今川氏輝死後發生花倉之亂，由於支援了善德寺承芳（之後的今川義元），與今川氏的關係得以好轉。天文6年（1537年）把長女定惠院嫁給義元，經今川氏仲介後，嫡男晴信娶了公家三條家之女為繼室（三條夫人），於是與今川氏和睦並結成甲駿同盟。更與後北條氏和睦，甲駿同盟令駿相同盟破裂，今川與北條變成了抗爭狀態（河東之亂）。在天文9年（1540年）令浦城（舊北巨摩郡須玉町）的今井信元降伏。與諏訪氏的諏訪賴滿之孫諏訪賴重和睦，並將三女禰禰嫁給賴重。

### 被追放和晚年
天文10年（1541年）6月14日，信虎從信濃國凱旋，為了與女婿今川義元會面經河内路前往駿河國，兒子晴信封鎖甲駿國境其強制令信虎隱居（『勝山記』『高白齋記』）。受到板垣信方和甘利虎泰等譜代家臣支持的晴信一派在河内路擋著信虎，於是信虎被流放到駿河，而晴信則繼任武田家家督和守護職。信虎在今川義元的領內寓居，正室大井夫人滯留在甲斐國，信虎的側室則赴往駿河國，並在駿河得子。
關於信虎被追放的事情，在同時代的記錄資料『甲陽軍鑑』中有記載，書上有今川義元在同年9月23日向晴信催促給予信虎隱居的生活費的文書（『堀江家文書』『戰武』4012號）、晴信和義元對包括隱居生活費等諸問題的協定。信虎在駿河生活時代的費用有由武田家給的生活費，亦有來自今川家的支出，都擁有小部份領地。
事件的背景有多種說法。一說為信虎疏遠嫡男晴信（信玄）而偏愛次男武田信繁，於是考慮廢嫡導致親子不和，亦有晴信與重臣或在『甲陽軍鑑』中的與今川義元合謀的說法。都有信虎養的猿猴被家臣殺死，於是信虎出手打了家臣的說法。無論如何都是沿著與家臣團關係惡化有關的原因推測。而且在『勝山記』記載，信虎為了確保軍資金來源充足，課稅很重令農民和國人眾有很大負擔，導致甲斐國内怨聲載道，信虎被追放後領民表示歡迎。
天文12年（1543年）6月上洛並在京都南方遊覧。晴信與今川氏和後北條氏結成甲相駿三國同盟，真正開始信濃侵攻以及與越後國的上杉謙信展開川中島之戰時都能安定地支配著領國，此時信虎出家以「無人齋道有」自稱，被認為已經放棄復權並接受隱居。
桶狹間之戰今川義元戰死後，因為跟外孫今川氏真不和而上京侍奉將軍足利義輝，成為幕府的相伴眾。
元龜4年（1573年）4月12日，在信玄西上作戰途中死去後，信玄與側室所生的武田勝賴繼任家督，天正2年（1574年）居於三男武田信廉的居城高遠城，亦曾與勝賴見面（『軍鑑』）。同年3月5日，在伊那的女婿禰津神平庇護下，在信濃高遠死去。享年81。葬儀在信虎創建的甲府大泉寺舉行，在高野山成慶院中被供養（『武田家過去帳』）。

## 人物
- 在江戶時代成立的『甲陽軍鑑』評價信虎既粗暴又傲慢。數度出手打了諫言的家臣。因為內藤虎資、馬場虎貞、山縣虎清、工藤虎豐等許多重臣人心背離而導致失敗（被信虎殺死的名門有很多，這些名門在信玄時代復活。内藤氏→内藤昌豐、馬場氏→馬場信春、山縣氏→山縣昌景）。

- 讓嫡男晴信（信玄）迎娶公家三條公賴的女兒，展開婚姻政策並與今川氏等鄰近勢力結成同盟，實行積極的外交政策。由於這些婚姻關係，晴信和顯如有義兄弟的關係（顯如的妻子是三條氏的妹妹），亦影響到後來武田家的外交政策。

- 現存由兒子武田信廉所畫的信虎肖像畫。被推測與晴信以外的兒子們關係良好，同時也和接受自身偏諱的家臣原虎胤關係良好，在自身被驅逐後，虎胤還為信虎從信濃回到甲斐抗議。

- 擁有名刀「宗三左文字」，後來送給今川義元，在桶狹間之戰後落入織田信長手中，於本能寺之變後遺失。後來豐臣秀吉在大火遺址中回收，再經豐臣秀賴傳至德川家康。最後在建勲神社中被奉納。現在是日本的重要文化財之一。

## 登場作品
小說
- 武田三代（文藝春秋、新田次郎（日语：新田次郎））
- 室町伽草子（新潮社、山田風太郎著）
- 戰國鬼譚 慘（講談社、伊東潤（日语：伊東潤）著）
- 信玄死而勝賴奔（文藝社（日语：文芸社）、池田平太郎著）
- 信虎（光文社、武田八洲滿（日语：武田八洲満）著）
- 虎之牙（講談社、武川佑著）
- 武田勢 直指京都（幻冬舍、高野賢彥著）

影視劇
- 武田信玄（日语：武田信玄 (1966年のテレビドラマ)）（1966年、NTV、演：高田浩吉）
- 天與地（1969年、NHK大河劇、演：田崎潤）
- 武田信玄（1988年、NHK大河劇、演：平幹二朗）
- 戰國亂世的暴君 齋藤道三 奪取天下的怒濤（日语：戦国乱世の暴れん坊 齋藤道三 怒涛の天下取り）（1991年、ANB、演：和崎俊哉）
- 武田信玄（日语：武田信玄 (1991年のテレビドラマ)）（1991年、TBS、演：千葉真一）
- 風林火山（日语：風林火山 (1992年のテレビドラマ)）（1992年、NTV、演：丹波哲郎）
- 風林火山（2007年、NHK大河劇、演：仲代達矢）
- 信虎 信玄陣殁！國主的歸還（日语：信虎 信玄陣没!国主の帰還）（2021年、Miyaobi Pictures、演：寺田農）